# 安东尼奥·洛佩斯·加西亚
安东尼奥·洛佩斯·加西亚（西班牙語：Antonio López García，1936年1月6日—），西班牙现实主义画家、雕塑家。

## 生平
1936年1月6日出生在西班牙雷阿爾城省托梅略索。他的叔父安东尼奥·洛佩斯·托雷斯是一位画家。1950年至1955年，他在皇家圣费尔南多美术学院学习绘画。1955年获教育部奖学金赴意大利考察学习文艺复兴时期的绘画。完成学业后，他在马德里举办了第一场个人展览。1961年，他与同为画家的玛丽亚·莫雷诺结婚。
1964年至1969年曾在母校任教，后为职业艺术家。1983年，获美术功绩金质奖章。1985年，获阿斯图里亚斯亲王奖艺术奖。1993年，当选皇家圣费尔南多美术学院院士。2006年，获委拉斯开兹造型艺术奖。2008年，他在波士顿美术馆举办专题展览。
2011年，获纳瓦拉大学荣誉博士学位。2014年，获穆尔西亚大学荣誉博士学位。